# Nheengatu ao Vivo
Nheengatu ao Vivo é o quinto álbum ao vivo dos Titãs, lançado em agosto de 2015. É o último lançamento da banda com o vocalista e guitarrista Paulo Miklos, que deixou o grupo em julho do ano seguinte.
Lançado em CD e DVD, o álbum foi gravado durante a turnê do disco Nheengatu, lançado no ano anterior. O repertório do álbum ainda abrange canções dos álbuns anteriores da banda. Em junho do ano seguinte, o álbum ganhou o Prêmio da Música Brasileira na categoria "Melhor Grupo de Pop/Rock/Reggae/Hip-hop/Funk".

## Faixas
| N.º            | Título                                       | Compositor(es)                                       | Vocais principais | Duração |  |
| 1.             | "Fardado"                                    | Sérgio Britto, Paulo Miklos                          | Sérgio Britto     | 3:19    |  |
| 2.             | "Pedofilia"                                  | Britto, Miklos, Tony Bellotto                        | Sérgio Britto     | 2:01    |  |
| 3.             | "Cadáver Sobre Cadáver"                      | Miklos, Arnaldo Antunes                              | Paulo Miklos      | 2:52    |  |
| 4.             | "Chegada ao Brasil (Terra à Vista)"          | Branco Mello, Aderbal Freire                         | Branco Mello      | 2:27    |  |
| 5.             | "Massacre"                                   | Marcelo Fromer, Britto                               | Sérgio Britto     | 2:07    |  |
| 6.             | "Jesus não Tem Dentes no País dos Banguelas" | Fromer, Nando Reis                                   | Branco Mello      | 2:07    |  |
| 7.             | "Lugar Nenhum"                               | Antunes, Charles Gavin, Fromer, Britto, Bellotto     | Branco Mello      | 3:23    |  |
| 8.             | "Baião de Dois"                              | Miklos                                               | Paulo Miklos      | 2:36    |  |
| 9.             | "Pela Paz"                                   | Mello, Reis, Britto, Gavin, Miklos                   | Paulo Miklos      | 3:31    |  |
| 10.            | "Quem São os Animais?"                       | Britto                                               | Sérgio Britto     | 2:30    |  |
| 11.            | "República dos Bananas"                      | Mello, Angeli, Hugo Possolo, Villani                 | Branco Mello      | 2:14    |  |
| 12.            | "Nem Sempre Se Pode Ser Deus"                | Titãs                                                | Branco Mello      | 2:14    |  |
| 13.            | "Diversão"                                   | Reis/Britto                                          | Paulo Miklos      | 4:32    |  |
| 14.            | "Mensageiro da Desgraça"                     | Miklos, Bellotto, Britto                             | Paulo Miklos      | 3:26    |  |
| 15.            | "Fala, Renata"                               | Miklos, Bellotto, Britto                             | Sérgio Britto     | 3:30    |  |
| 16.            | "Desordem"                                   | Gavin, Fromer, Britto                                | Sérgio Britto     | 4:41    |  |
| 17.            | "Vossa Excelência"                           | Gavin, Miklos, Bellotto                              | Paulo Miklos      | 3:12    |  |
| 18.            | "Televisão"                                  | Antunes, Fromer, Bellotto                            | Branco Mello      | 3:10    |  |
| 19.            | "Sonífera Ilha"                              | Mello, Carlos Barmack, Ciro Pessoa, Fromer, Bellotto | Paulo Miklos      | 3:04    |  |
| 20.            | "Polícia"                                    | Bellotto                                             | Sérgio Britto     | 2:01    |  |
| 21.            | "AA UU"                                      | Fromer/Britto                                        | Sérgio Britto     | 2:51    |  |
| 22.            | "Flores"                                     | Gavin, Miklos, Britto, Bellotto                      | Branco Mello      | 3:34    |  |
| 23.            | "Bichos Escrotos"                            | Antunes, Britto, Reis                                | Paulo Miklos      | 3:43    |  |
| Duração total: | Duração total:                               | Duração total:                                       | Duração total:    | 69:05   |  |

## Ficha técnica
Banda
- Paulo Miklos: voz e guitarra
- Branco Mello: voz e baixo
- Sérgio Britto: voz, teclados e baixo
- Tony Bellotto: guitarra

Músicos convidados
- Mario Fabre: bateria